# Truelle
Cet article possède un paronyme, voir Truel.
Pour les articles homonymes, voir Truelle.

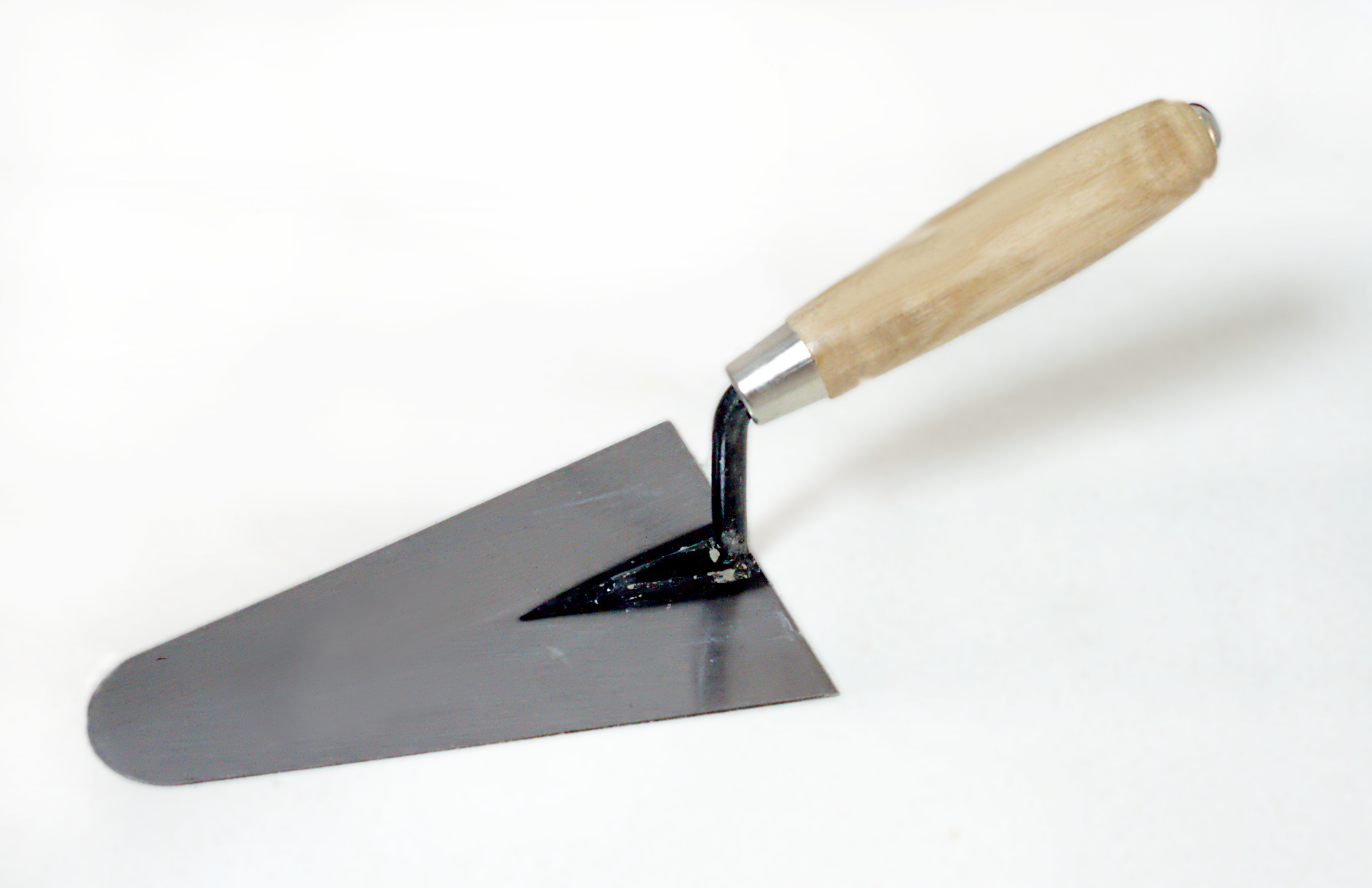
Outil emblématique du maçon, la truelle triangulaire à embout arrondi des Anciens ou aujourd'hui la truelle italienne ronde.

Une truelle est un instrument dont la partie utile est semblable à une petite pelle effilée, un couteau plat et élargi, une large spatule a priori sans rebord. Il s'agit d'un outil manuel polyvalent typique du maçon et du plâtrier, du carreleur ou du peintre décorateur, ornemaniste ou stucateur, de l'archéologue et du jardinier, ou encore du paveur d'allée ou du bricoleur constructeur.
Se maniant d'une main, elle est composée d'ordinaire d'une lame mince et plate, en forme de triangle, de trapèze, de losange ou grossièrement rectangulaire ou carrée avec un arrondi au bout, le plus souvent en matériau plus ou moins flexible (métal, fer, laiton, acier, acier trempé, inox, acier spéciaux, voire plastique(s), caoutchouc ou bois) et d'un manche coudé ou recourbé se terminant par une poignée en bois ou en plastique. En général, le manche métallique est inséré dans la poignée et y est fixé à l'aide d'une virole. La truelle trapézoïdale de maçon ou de plâtrier sert à prendre et à étendre le mortier ou le plâtre.
Il existe aussi sur les chantiers de finition et de lissage de grandes dalles de béton, diverses machines motorisées à pales tournantes plus ou moins larges, dénommées « truelles mécaniques ».

## Origine du mot et lexique
Le mot correspondant au latin médiéval trulla est attesté en ancien français sous la forme trieule en 1285, puis truele en 1328.
Le mot bas latin de genre féminin s'écrit trǔella, il s'agirait d'une probable reformation sur un diminutif de trǔa. Le latin classique reste le féminin trūlla,ae désignant à la fois une petite écumoire (trǔa), une espèce de poêle, une truelle de maçon, une cuvette ou vase de nuit selon le dictionnaire Gaffiot, qui s'étend probablement à la latinité médiévale. On ne connaît pas de forme trūella en latin. Le mot dialectal roman, par exemple en wallon ou en lorrain, se prononce « trouelle ». Il existe un autre mot de genre féminin en latin classique ascĭa ou ascěa, asciæ, désignant divers outils communs des chantiers, d'abord la cognée ou la hache des charpentiers, la doloire, ensuite la pioche ou la houe agricole, et enfin la truelle du maçon ou encore le marteau spécifique du tailleur de pierre. D'où le verbe ascĭo, ascĭāvi, ascĭātum, asciāre signifiant « doler, dégrossir à la doloire » ou encore « travailler avec la truelle, remuer à la truelle, gâcher ». L'inscription funéraire sub ascia dedicatum ou ad asciam dedicatum indiquerait que la dédicace protectrice ou la consécration du monument a été effectuée à la va-vite « sous la truelle » ou « sous le marteau », c'est-à-dire pendant le chantier confié aux maçons et aux tailleurs de pierre.
Le verbe construire, attesté en ancien français du XIIIe siècle, dérive du verbe transitif en latin classique constrǔo, construxi, constructum, construěre, qui signifie en premier lieu « entasser par couches (avec ordre), ranger », puis « bâtir, édifier ». Il semble exister un rapport ancien entre la truelle et l'art de la construction.
La truelle et le niveau, associés à la franc-maçonnerie du XVIIIe siècle restent aussi des symboles de la fin du travail maçon. Toutefois la truelle apparaît toujours seule dans le rite français à la fin de la cérémonie d'initiation au grade de compagnon. La symbolique commune de la truelle - fraternité et tolérance - est associée au début des travaux ou à leur entreprise initiale : elle est l'unique outil avec lequel les autorités posent la première pierre, le plus souvent datée, d'un édifice.
Le dictionnaire universel d'Antoine Furetière, paru en 1690, mentionne une définition classique largement reprise : « Instrument de maçon, de couvreur, de paveur, qui sert à gascher le plastre, ou le mortier, & le ciment, à les employer, & à en faire des enduits. » Le lexicographe poursuit : « C'est une lame de fer triangulaire, qui a une poignée par où on la manie. L'équipage d'un maçon est son marteau, son auge, & sa truelle. Une truelle brettée est celle qui a des dents. » « Jouer de la truelle » signifie à cette époque exceller dans l'art de bâtir.
Une truellée est une quantité, parfois normée, que peut porter une truelle. Le verbe trueller signifie peindre à pleine pâte, par couches épaisses. Le truellage est le travail exécuté à la truelle, mais aussi parfois la peinture déposée en épais empâtements. La truellisation, selon le dictionnaire des techniques et des métiers édité par Jean Peyroux en 1985, est un travail spécifique réalisé à la truelle d'un enduit ou d'un crépi afin de servir de décoration.
Le lexicologue Pierre Larousse affirme que le mot latin trulla, à l'origine de truelle, est un diminutif de trua au sens de « cuiller, chose creuse, outil qui creuse », de même famille gréco-latine que le verbe en grec ancien τρύώ, τρύγηώ ou truô, truchô, signifiant « trouer, creuser ». Dans les bonnes maisons bourgeoises, la truelle est un instrument du service de table, généralement en argent, qui sert à ouvrir et servir le poisson. La truelle désigne familièrement l'action de bâtir ou de faire bâtir, au milieu du XIXe siècle, d'où les expressions aujourd'hui désuètes « aimer la truelle », « avoir le mal de la truelle ». Honoré de Balzac, grand observateur de la vie urbaine, écrivait : « La truelle est, à Paris, plus civilisatrice qu'on ne le pense.».

## Variété de l'outil "truelle" selon les métiers et les tâches
On distingue par principe, en oubliant l'art du façadier et du stucateur, dans le bâtiment deux types de truelles, formées généralement d'une lame d'acier et d'un manche recourbé, se terminant par une poignée en bois : 
- la "truelle de maçon" qui présente un bout arrondi permet de projeter le mortier, voir le ciment ou béton encore malléable, et de rejointoyer les parements. La truelle triangulaire à bout arrondi, "façon Bayonne", de 16 cm, en est un exemple[6]. Autrefois en fer de manière ordinaire, la truelle à mortier variait de forme selon les localités ou pays de maçons[8]. Les maçons limousins préféraient à l'usage une truelle composée d'une plaque de tôle ayant la forme d'un triangle isocèle, arrondi à son extrémité la plus aiguë. Sur le milieu du côté opposé à cet angle, se soudait un manche en fer recourbé d'équerre. Cette truelle qui a la pointe arrondie pour faciliter l'entrée du mortier dans les joints étaient encore dénommée "greluchonne". Depuis les années 1850, une longue truelle en fer, de 18 cm de longueur, de 6 cm de largeur à son extrémité, et respectivement 98 cm et 9 cm près du manche s'impose pour sa commodité à prendre le mortier, et encore plus pour dresser les enduits. Elle présente ainsi une forme trapézoïdale similaire à la truelle à plâtre. Les tailles de ces truelles sont numérotées : par exemple les numéros 5, 6, 7 et 8 inscrit sous la lame correspondent à des lames de 17 cm, 17,8 cm, 18,5 cm, 19 cm et à peu près autant de largeur près du manche[10]. La truelle italienne à extrémité ronde, avoisinant 20 à 22 cm, est à notre époque une truelle standard, qui permet de réaliser toutes les finitions en maçonnerie, comme l'enduisage ou le jointoiement de parement. Sa variante à bout carré permet aujourd'hui de maçonner, enduire, voire crépir[11].
- la "truelle de plâtrier" qui offre un bout carré ou anguleux afin de pouvoir récupérer le plâtre dans les angles des auges, lui permet de gâcher ou mettre en place le plâtre frais. La truelle à plâtre était autrefois en cuivre jaune car le métal fer s'oxydait vite au contact du plâtre qui, de plus, s'y attache fortement en lui faisant perdre son poli. Cet inconvénient ne permet pas au plâtrier de lisser ses enduits avec facilité, ni de nettoyer efficacement son lame en la passant entre ses doigts. Cet outil en cuivre jaune, dont il fallait prendre soin de ne pas ébrécher les côtés de la lame, pour ne pas rayer les enduits au lieu de les lisser, devait être nettoyé et poli avec soin : un morceau de charbon mouillé, choisi bien calciné, ou à défaut un morceau de sapin, recouvert de petits charbons de bois tendres écrasés sous ce dernier, servait à effectuer un vigoureux frottement[8].

Cette distinction est en grande partie caduque, depuis l'apparition de lames de truelle de meilleure résistance et qualité, en acier trempé et inox. Notons qu'un bon ouvrier nettoie avec soin ses outils après usage.
Il existe d'autres instruments similaires à manche pour des usages spéciaux, qui peuvent être des truelles non standard dévoilant d'autres formes ou tailles :
- la "truelle à briques", grande et large, de forme rectangulaire ou carrée à bout arrondi, d'une quinzaine de centimètre de longueur, qui est recommandée aux maçons poseurs de briques. Elle était autrefois en laiton ou en cuivre[6]. La truelle à briqueter façon Reims s'utilise pour maçonner, voire sectionner les briques. Il en existe aussi des truelles façon belge et des "cazzuolas" carrés.
- la "doloire" du maçon, qui présente la forme d'une truelle et d'un râteau, servant à mêler et gâcher le sable et la chaux[12].
- la "truelle à dégrossir", de forme trapézoïdale, d'une vingtaine de centimètre de long[6]. La "greluchonne" du maçon est une truelle à mortier de forme similaire[13].
- la "truelle d'angle" est conçue par sa forme pour assurer la finition dans les angles de cloisons, elle existe en deux versions : angle intérieur et angle extérieur.
- la "truelle pointue" ou truelle de finition. La truelle triangulaire, à bout pointu, permet de réaliser les finitions, particulièrement au niveau des angles difficilement accessible. On peut compter parmi cette catégorie la langue de chat, petite truelle fine et effilée qui sert à réaliser les finitions, en particulier la réalisation et le rebouchage de joints, notamment entre les éléments d'un parement. Il existe des "truelles de pointage" formées de deux moitiés de losanges, la première moitié près du manche assez large et la seconde en avancée pointue. La petite truelle, dénommée spatule, d'une longueur de 12 cm et de 3 à 4 cm de largeur, se terminant en pointe arrondie, à l'instar de la greluchonne, servait à assurer les rejointoiements.
- la "truelle des plafonneurs", en acier très mince, est plus allongée que l'ancienne truelle à plâtre en cuivre : environ 22 à 25 cm de longueur de lame, 12 à 15 cm de largeur près du manche, 7 à 9 cm à son extrémité souvent arrondie.
- la "petite truelle à plâtre" est une truelle de finition pour appliquer et lisser le plâtre, le stuc et autres matériaux de finition. La petite truelle à profiler du plâtrier, de 8 cm de long, à lame triangulaire légèrement arrondie, en fait partie[6].
- Le "stucateur", encore nommé truelle de façadier, présente une forme de truelle carrée en inox, elle est destinée à appliquer un enduit.
- la "truelle brettée ou brettelée", également nommée "truelle dentée ou crantée", présente des rebords dentés. Il peut s'agir soit d'une lame à plaque de fer mince, tantôt à bord lisse et dentelée, soit d'une lame dont l'un des côtés est taillé en dents carrées ou en lame de scie, l'autre restant lisse et tranchant ; de forme souvent rectangulaire, elle permet le grattage de surface et le lissage de l'enduit, tout en nettoyant la surface à préparer. La truelle brettée ou brettelée en maçonnerie est une truelle à deux tranchant, l'un uni l'autre dentelée[14]. Selon le Grand dictionnaire universel de Pierre Larousse, "la truelle brettée est une plaque d'acier de forme rectangulaire, au centre de laquelle est fixé un manche perpendiculaire à son plan. Les deux grands côtés de cette plaque sont taillés en biseau, et l'un d'eux est denté". Outil capital pour le plâtrier, qui l'emploie fréquemment, avec un tact et une habilité experte, il sert à nettoyer et dresser les enduits en plâtre : le côté denté est passé sur les enduits sitôt que le plâtre a fait prise, et le côté uni permet ensuite une finition souhaitée[8]. La truelle "Berthelet" en est une variante en forme de râteau, le côté cranté permet de retirer le surplus de plâtre, de gratter les surfaces imparfaites en plâtre ou d'étaler de la colle avant la pose de carreau de carrelage[6]. Une truelle brettée peut aussi servir à dresser des revêtements lisses en ciment romain, mais dans ce cas spécifique, elle possède une lame épaisse et très dure, pour que le frottement sur les grains de sable qui contient le mortier l'use le moins vite possible[8].
- la "truelle à encoller" du maçon qui se présente comme une petite pelle avec un large rebord dentelé.
- la "truelle dentée à colle", pour appliquer du béton cellulaire, est équipée de son réservoir à colle.
- le fer à joint désigne une truelle fine qui sert à réaliser les joints de mortier entre les briques. Lorsque la lame ressemble à une tige, il se nomme aussi truelle à joint, qualifiée parfois de plate ou creuse, ronde ou demi-ronde, façon Hambourg ou façon Danemark etc.

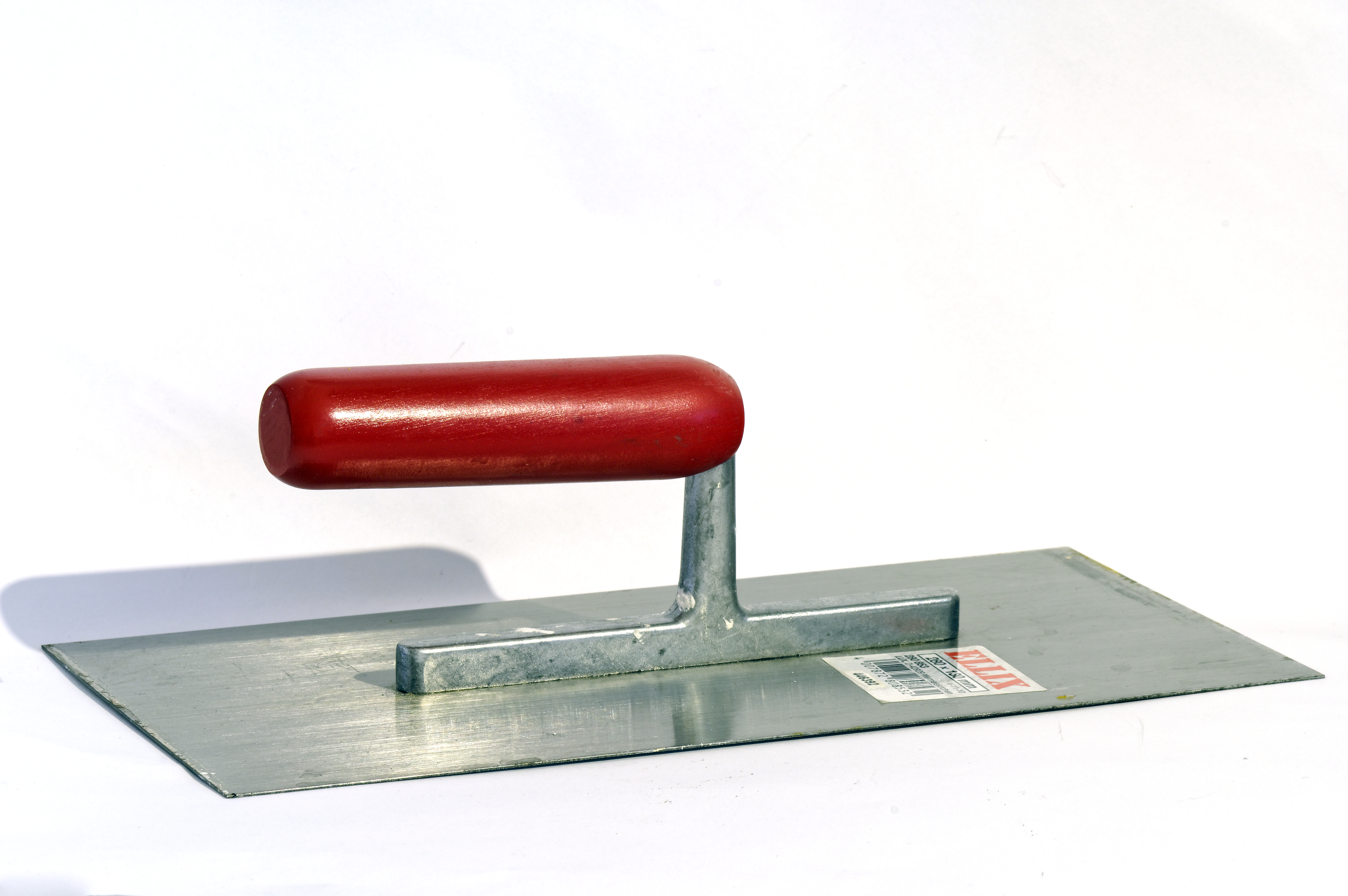
Truelle à lisser.

- la truelle à lisser, ou encore la demi-lune, sorte de truelle à plaque arrondie pour dégrader ou lisser les joints[15].
- la "truelle à marge"
- la "truelle de jaugeage" ou "truelle à godet"
- les "truelles de bordure"
- la "truelle de couvreur" est une variante de truelle assez effilée, plus ou moins fine, parfois ovale.
- la "truellette", petite truelle, permet au plafonneur d'appliquer les ornements en relief[16].
- le "répondant" en céramique est une truelle en bois appliquée pendant le façonnage des poteries, il sert à soutenir les parois de pièces quand l'opérateur s'occupe de la surface extérieure[15].
- La truelle ou spatule à lame de fer épaisse, utilisée après avoir été chauffée, de l'ouvrier raffineur et façonneur de bitume-malthe, une sorte de mastic à base de pétrole lourd qui pouvait servir au goudronnage en marine ou à confectionner diverses parois hydrofuges[17].
- La "plaque à polir", à fine épaisseur et de forme rectangulaire, en usage comme outil de moulage, pour lisser le sable aggloméré ou ses enduits des châssis en fonderie, s'inspire d'une truelle, dans sa version plate et non courbe ou arrondie[18]. Dans la pratique, l'ouvrier mouleur manipule truelles et spatules pour couper les sables de fonderie et pouvoir ragréer les diverses partie du moule[19].

Une truelle usagée peut remplacer la traditionnelle houlette, à moins d'employer une truelle de jardinier. La houlette, autrefois également fabriquée par le taillandier, est un petit instrument en fer, de forme variable, en horticulture ou dans les jardins botaniques. Selon Pierre Larousse, "la houlette du jardinier consistait en une lame de fer arrondie à son extrémité antérieure, légèrement creusée en gouttière dans sa longueur, et fixée vers le haut à un manche ordinairement très court. Elle sert à labourer la surface du sol renfermé dans les caisses contenant les végétaux exotiques et à enlever les jeunes plantes en motte pour les emporter ou les mettre en place en pleine terre". La houlette en forme de truelle, qui a un manche court, distant du fer de 10 cm, sert à rempoter ou à remplir de terre les caisses de moyenne contenance, par exemple pour le rencaissage des arbrisseaux exotiques.
En quittant la fonction de l'outil manuel stricto sensu, on trouve sur le marché du petit équipement, la truelle à main électrique, petites pales tournoyantes vers le bas, mues par un moteur.

## Truelle mécanique, machine motorisée à pales rotatives en acier
L'industrie du bâtiment utilise pour lisser et talocher béton ou ciment, coulé en dalles ou chapes de grandes surfaces, avant sa prise complète et définitive, la "truelle mécanique", encore appelée lisseuse ou talocheuse mécanique. Elle est constituée d'un moteur (électrique, thermique ou pneumatique) qui fait tourner un rotor muni de pales ou longues truelles en acier, entre 50 et 130 tours par minute, elle est équipée de longs manches qui permettent de la déplacer sur la dalle. Il s'agit d'obtenir des surfaces très planes en un temps minimal, dans la construction et rénovation de bâtiments et de routes, tout en commençant par araser et lisser la surface. Les passages finissent par modifier la densité de la lame supérieure de béton en voie de séchage. Un apport de quartz en surface est souvent opéré aussi pour améliorer les propriétés de surface, la couche supérieure de béton devient plus dense, favorisant glaçage et planéité.
Il en existe a minima trois sortes :
- les truelles mécaniques autoportées, employées pour les plus larges, sur des surfaces de l'ordre de 330 m².
- les truelles mécaniques, travaillant sur un diamètre de l'ordre de 60 cm, pour aplanir et lisser des dalles de béton petites ou moyennes.
- les "hélicoptères à béton", c'est-à-dire des truelles mécaniques à pales créant au dessus du sol, un mouvement circulaire de diamètre entre 90 et 120 cm.

## Utilisation manuelle dans le bâtiment

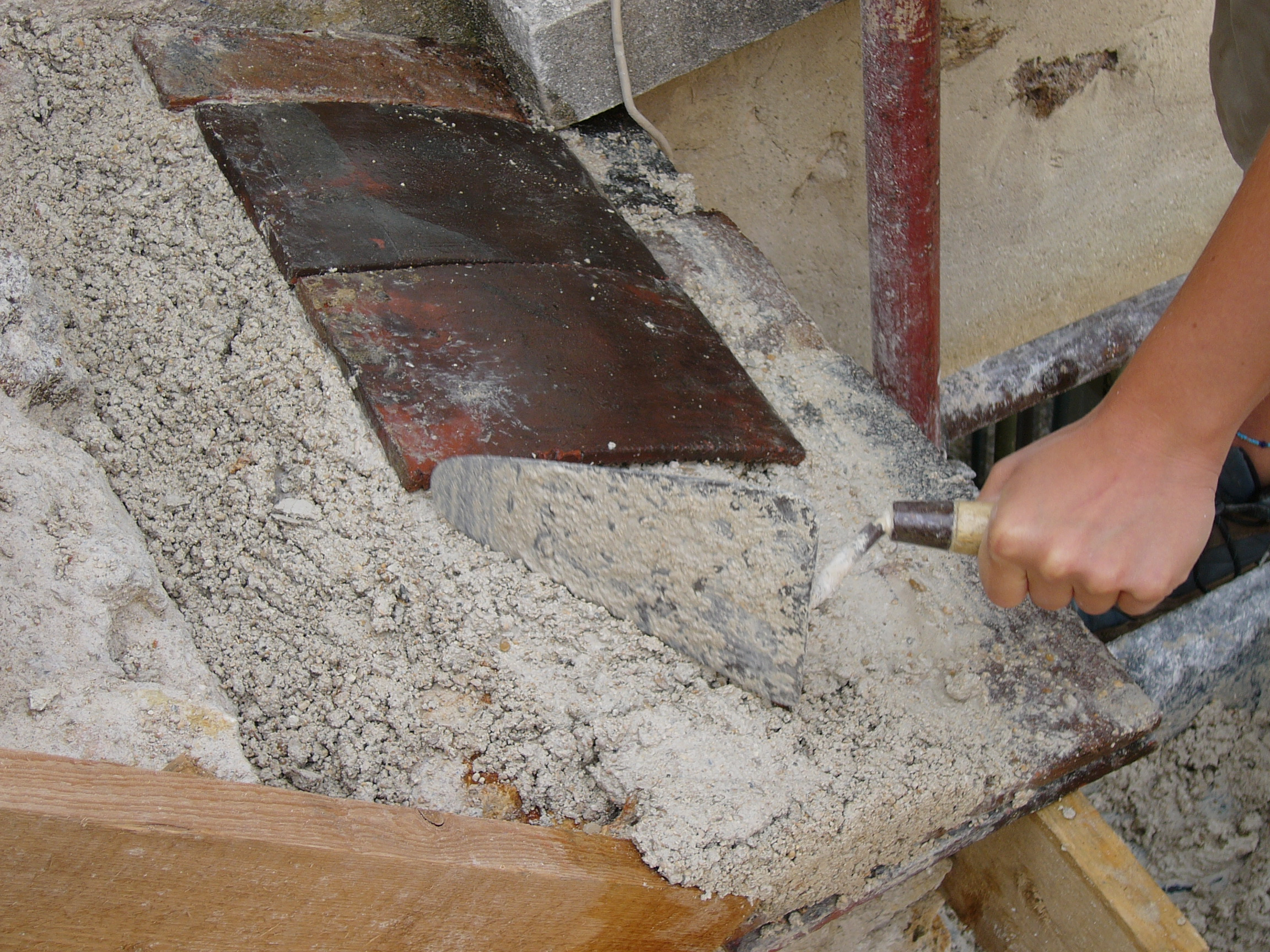
Maçon maniant une truelle.

Il est difficile de séparer arbitrairement description et fonction de l'outil sans décrire l'ensemble du processus ou des opérations où il apparaît. La truelle sert à prendre le plâtre ou mortier gâché pour l'appliquer sur l'ouvrage,. L'opérateur traditionnel dispose d'un fil à plomb pour vérifier la verticalité des parois, par exemple lors d'un plâtrage de mur ou la pose d'une cloison de briques, fixées par du mortier frais. L'équerre et le niveau à bulle permettent d'apprécier l'horizontalité.

### Préparation et application du mortier
Le maçon se sert d'une auge ou sur une taloche, car le mortier ne doit jamais être en contact direct avec la peau de la main : il reste abrasif et la chaux, corps chimique basique, qui le constitue est corrosive. La truelle sert aussi à protéger la main du maçon. La battée est la quantité de ciment gâchée en une seule fois dans l'auge.
Elle sert au façonnage des mortiers : petit gâchage, projection ou gobetis, application, lissage...
Le tranchant de la lame sert à racler le mortier, comme le plâtre ou le béton superflu. Décrotter signifie "nettoyer à la truelle de vieux carreaux ou des matériaux de revêtement du mortier qui les a souillés".
La pointe terminale sert à excaver le mortier encore frais joignant des moellons ou des parpaings en vue d'un travail ultérieur.
L'extrémité métallique du manche peut servir à percuter des matériaux de petites tailles comme de petits moellons ou des briquettes, afin de les caler dans le lit de mortier, la massette restant souvent inapproprié et  dans certains cas trop lourde.

### Application de plâtre
Le plâtre sous forme de poudres, plus ou moins fines, prêtes à l'emploi est ajouté à une quantité suffisante d'eau pour que la matière résultante présente la consistance d'un mortier ordinaire, le plâtrier malaxe cette mixtion à cet effet, autrement dit en termes de l'art, "gâche le plâtre" avec une truelle et se hâte de l'appliquer avant que la solidification se soit opérée, soit en couches d'enduits, soit en l'insérant entre des matériaux de maçonnerie.
Il existe un vocabulaire de l'art : 
- épigeonner signifie appliquer le plâtre gâché en le posant avec la truelle, sans le jeter ni le plaquer. Le pigeon est une poignée de plâtre gâché qui s'applique à la truelle et se pose sans être plaqué ni lancé.
- gobeter correspond à jeter du plâtre avec une truelle ou le disperser avec un balai, pour le faire pénétrer entre les joints des pierres, le comprimant au besoin par la truelle.
- la sole est une jetée de plâtre à la truelle.

### Techniques anciennes:hourdisouhourdage
Ce maçonnage grossier en moellons ou en plâtras, nommé hourdis ou hourdage, correspond à une première couche de gros plâtre, appliqué sur un lattis, pour former l'aire d'un plancher ou une paroi de cloison. D'où l'expression "hourder une cloison, un plancher". Rappelons que le hourd ou hourdeis signifie en vieux français une claie, un retranchement, une barricade, soit un alignement de poutre sous diverses formes en charpente, par exemple installer un échafaud, un théâtre, un encorbellement défensif etc. Les maisons médiévales urbaines, en bois, œuvre de charpentiers, prenaient ainsi une apparence minérale et bourgeoise. Les hourdis des cloisons ou pans de bois utilisaient des plâtres les plus gros, nommés "mouchettes", mêlés à du plâtre ordinaire, gâché serré. Les pans de bois, lattés sur les deux faces, étaient remplis de plâtras placé à sec, d'éclats de briques ou de moellons tendres, en équilibre laissant des vides, que l'opérateur s'efforce de remplir de plâtre fraîchement gâché. La surface était dressée à la main en affleurant le lattis. Les "hourdis en réformis" pour niches, avant-corps ou bandes de trémies comportaient le plus souvent plâtras et garnis posés à bain de plâtre. Pour les cloisons légères, un simple hourdis à plein plâtre était préféré, parfois renforcé avec "musique", c'est-à-dire de la terre, de la poussière, de l'immondice divers passé au panier. Ces opérations sont économiques. Pour hourder en plâtras et plâtre, une surface d'un mètre carré de pan de bois de 18 cm d'épaisseur, il faut, selon Pierre Larousse, 0,08 m2 de plâtras blancs et 0,02 m2 de plâtres en poudre pour les sceller, par un binôme maçon et apprenti œuvrant moins de 50 minutes. Le hourdis d'une cloison légère de 8 à 11 cm d'épaisseur, plus onéreux en plâtre, requiert pour un mètre carré 0,4 m2 de plâtre en poudre et 30 minutes de labeur.
L'exécution de maçonneries hourdées en mortier suppose un bon nettoiement préalable, puis un mouillage adéquat, favorisant l'adhérence entre matériaux, des moellons ou pierres du support. Sur l'assise, le long du parement du mur, une couche de mortier de 2 à 3 cm d'épaisseur est déposée. L'opérateur en hourdis pose alors les moellons, et les tasse à l'aide d'une hachette à forme de marteau, dans le plan des lignes ou cordeaux, c'est-à-dire dans la direction du mur. Puis il garnit le joint montant libre de mortier et le pousse avec la hachette contre le moellon voisin, veillant à ce que l'épaisseur de mortier n'excède point 2 cm. Une fois les moellons du parement posés, il est nécessaire de la bloquer, d'abord en étendant un lit de mortier entre les queues de moellons de parement, ensuite en posant les pierres de blocage à bain en les associant pour effectuer une liaison complète. Et ainsi de suite.
L'exécution de maçonneries hourdées en plâtre nécessite une disposition similaire des matériaux, mais la prise rapide du plâtre appelle une organisation différente. Après le gâchage dans l'auge d'une quantité limitée de plâtre, l'opération de montage doit être rapide, aussi les moellons sont choisis, mis en place à sec, puis démonté avec ordre. La repose de deux ou trois moellons appelle un scellage soigné, le lit de plâtre préalablement étalé avec la truelle. Le blocage ou garnissage s'effectue sur un lit de plâtre étalé à la truelle, entre les moellons des parements. Pour effectuer la pose des moellons au-dessus, on laisse des joints larges pour les remplir ensuite de plâtre. 
Le hourdage en ciment, matière qui durcit rapidement, soit à l'air ou soit à l'eau, et devient imperméable, est très similaire, mais il faut tenir toujours compte des caractéristiques d'adhérence des matériaux assemblés.

### Pose de badigeon ou badigeonnage
Donnons un exemple de badigeon blanc, préparé autrefois en Italie à partir de chaux grasse bien blanche, c'est-à-dire de carbonate de calcium quasi pur, matière cuite puis éteinte à l'eau avec de grande précaution. La chaux éteinte est ensuite délayée à l'eau et tamisée, puis gardée au minimum quatre mois pour assurer un tassement humide. L'enduit blanc et brillant est préparé ensuite en y incorporant à cette masse humide la même proportion de poudre de marbre ou de beau gypse cru. Il était dressé à la truelle de cuivre, pour éviter d'éventuelles tâches d'oxydes de fer.

### Application de mastic
Après l'obtention de surfaces propres, notamment après avoir nettoyé les joints, le "mastic de Dihl", à ciment blanc et à huile siccative de lin, est appliqué promptement, puis comprimé fortement et lissé à la truelle. Le mastic de Dihl, utilisé pour les rejointements des dalles et pierres de taille, se composait à l'origine d'huile de lin cuite, dans laquelle on faisait dissoudre et disperser de la céruse ou oxyde de plomb, mélangé avec une portion de poudre fine de ciment de terre à porcelaine, pour obtenir une consistance plastique. L'oxyde de plomb fortement toxique et interdit doit être remplacé par l'oxyde de zinc, pigment tout aussi blanc. La poudre fine ajoutée peut être aussi à base de ciment de briques, de tessons de poterie de grès, d'argiles calcinés etc. si la coloration plus ou moins forte est admise.

## Truelle en littérature
Le maçon heureux, maniant sa truelle en chantant, est devenu un cliché. Knut Hamsun décrit dans son roman réaliste L'Éveil de la glèbe sur le chantier de Storborg les travailleurs étrangers, en l'occurrence les maçons suédois : « de rudes ouvriers paisibles et d'âge mûr, qui travaillent et ne s'amusent pas ; mais ils donnent tout de même de l'animation à la ferme, cela vaut mieux que rien. Il y a un qui chante à ravir en maniant la truelle… ».
Le poète Louis-Charles Poncy, né à Toulon en 1821, dans une famille pauvre, est longtemps resté ouvrier du bâtiment après avoir accompli son apprentissage de maçon dès neuf ans. La pièce en vers intitulée « À ma truelle cassée », rédigée vers 1850, est souvent citée pour juger la manière de rédiger de l'écrivain autodidacte amoureux de Racine, promu à de petits offices vers quarante ans ; elle peut rappeler la faconde provençale de ses anciens maîtres du métier.
- Mon ancienne truelle est veuve
- De sa lame d'acier que je viens de casser
- Hélas ! une truelle neuve
- Doit aujourd'hui la remplacer.
- Sera-t-elle aussi bien trempée ?
- J'en doute fort. Elle valait
- La fine lame d'une épée ;
- Aucune autre ne l'égalait
- Pour bien polir le plâtre, et quand, sur l'étagère,
- Je l'agitais, elle était si légère
- Qu'on eût dit qu'elle s'envolait.

Charles Hadden Spurgeon, prédicateur anglais non conformiste, rédige, publie et édite à partir de 1865 le journal The Sword and the Trowell (L'épée et la truelle). Un hypothèse simple remontant à l'âge du bronze permet de poser la concomitance de l'apparition de l'épée, arme de guerre, et de la truelle, outil de maniement et de pose du mortier.

## Autres liens